# Girma Wolde-Giorgis
Girma Wolde-Giorgis (Addisz-Abeba, 1924. december 28. – Addisz-Abeba, 2018. december 15.) etióp politikus, 2001–2013 között Etiópia elnöke.

## Életpályája
Girma Wolde-Giorgis Addisz-Abebában született 1924 decemberében. Egyházi iskolába, majd a Tafari Mekonnen iskolába járt az olasz megszállás kezdetéig. 1950–1952 között Hollandiában szerzett bizonyítványt menedzsmentből, majd a Nemzetközi Polgári Repülési Szervezet támogatásával Svédországban és Kanadában tanulta ki a légi közlekedés irányítását. Anyanyelvén az afan oromón kívül 5 nyelven tanult meg folyékonyan (amhara, tigrinya, olasz, angol és francia). Nős, öt gyermeke van.

## Politikai pályája 2000-ig
1941-ben besorozták és a frissen megszervezett katonai rádiós osztaghoz került. 1944-ben elvégezte a Genet Katonai Iskolát alhadnagyi rangot szerezve. 1946-ban került a légierőhöz, ahol légi irányítással és navigációval foglalkozott. 1955-ben az Eritreai Polgári Repülésügy vezetője lett, két év múlva pedig az Etióp Polgári Légi Hatóság igazgatója és az etióp légitársaság vezető tagja lett.
Közben a politika területén is tevékenykedett, 1951-től a Kereskedelmi, Ipari és Tervezési Minisztérium általános igazgatója, 1961-től a parlament tagja, három évig szóvivője lett. Több alkalommal képviselte Etiópiát az Interparlamentáris Unió ülésein, az egyiknek alelnöke is volt. 1977-ben a Derg és az eritreai felkelők közötti ellentétek békés megoldásával foglalkozó kormánybiztos helyettese volt. Később az Etióp Vöröskereszt eritreai tagszervezetének, majd 1990-től Nemzetközi Logisztikai Osztályának vezetője lett. 1992 márciusában megalapította a Lem Ethiopia nevű környezetvédelmi társaságot.

## Elnöksége
A 2000-es választásokon választókerületéből mint független képviselő jutott be a Képviselőházba.2001-ben viszonylag ismeretlen politikusként, meglepetésre választották meg az ország államfőjének egy titkos szavazáson. Hatéves mandátumának lejárta után, 2007. október 9-én újraválasztották.

## Fordítás
- Ez a szócikk részben vagy egészben  a   Girma Wolde-Giorgis című angol Wikipédia-szócikk fordításán alapul.  Az eredeti cikk szerkesztőit annak laptörténete sorolja fel. Ez a jelzés csupán a megfogalmazás eredetét és a szerzői jogokat jelzi, nem szolgál a cikkben szereplő információk forrásmegjelöléseként.